# Оукс (аэропорт)
Муниципальный аэропорт Оукс (англ. Oakes Municipal Airport), (FAA LID: 2D5) — государственный гражданский аэропорт, расположенный в трёх километрах к северу от центрального делового района города Оукс (Северная Дакота), США.

## Операционная деятельность
Муниципальный аэропорт Оукс занимает площадь в 40 гектар, расположен на высоте 407 метров над уровнем моря и эксплуатирует две взлётно-посадочные полосы:
- 12/30 размерами 1067 х 18 метров с асфальтовым покрытием;
- 17/35 размерами 610 х 61 метров с торфяным покрытием.

В период с 3 ноября 1997 года по 3 ноября 1998 года Муниципальный аэропорт Оукс обработал 2910 операций взлётов и посадок самолётов (в среднем 8 операций ежедневно), из них 96 % пришлось на авиацию общего назначения, 3 % — на рейсы аэротакси и менее 1 % составила военная авиация.